# Pridelovanje vina v preteklosti slovenske Istre
Pridelovanje vina v preteklosti slovenske Istre
Premožen ter marljiv Istran 17. stoletja je rezal trto okoli božiča, nato pa jo v april pridno okopal ter v juliju še tretjič obdelal. Trti je dodal svežo zemljo z namenom, da bi sonce njene jagode obdalo s sladkobo. Tedaj pa so bili tudi takšni kmetje, ki so trto obdelovali le dvakrat letno (v marcu ter maju) in taki, katerim se ni ljubilo kaj dosti ter se še povrhu jezili nad stanjem svoje trte češ, da to ni mogoče. Vendar na srečo se na tem območju čuti blag vpliv mediteranskega podnebja, ki je omogočil pridelka tudi manj delavnim. Za tiste čase zelo cenjeno vino je bilo kraljevo vino iz okolice Podpeča, nekoliko nižja mesta pa sta zasedali vini izolska ter miljska rebula. Ta vina pa niso bila cenjena zgolj na našem ozemlju, temveč tudi na Beneškem, v Nemčiji in v Furlaniji. Od tod so cesarji pošiljali svoje služabnike po vina ravno na območja slovenske Istre. Trg so prav tako osvojila rdeča vina, med njimi sladki refošk ter kisli teran iz okolice Pazina. Ta vina so oboževali predvsem Kranjci, ki so jih pridno izvažali v Ljubljano in druge kraje tedaj dežele Kranjske.
V Istri grozdja nikoli niso stiskali, temveč so ga položili v kad, imenovano beden, v katero je stopil posameznik ter grozdje zmlel. Dobljeno mešanico so nato z moštom ter tropinami vred prelili v bačve in sode (še prej so odstranili dno sodov), ki so jih napolnili skoraj do vrha, kajti tedanja mera je bila štiri prste do roba. Alkoholno vrenje je potekalo dobrih štirinajst dni, v primeru, da je bil mošt dober pa nekoliko manj. Po koncu kuhanja so suhe tropine odstranili s površine ter mlado vino odlili skozi spodnji del soda. Odtakanje se je pričelo kasneje, nakar so gospodinje pripravile izdatno malico z namenom, da ne bi popito vino se usedlo na želodec in s tem povzročilo mačka. Ravno zaradi navedenih posledic so kmetje med delom pogosto jedli mandlje, orehe in celo polenovko. Pred ponovnim polnjenjem so sodi bili postavljeni na posebnih stojalih, Vanje so vlili mlado vino. Tedaj še niso imeli lijakov s prečiščevalnim filtrom, zato so namesto lijaka raje uporabljali gosto pleteno posodo v obliki majhne košare. Iz mladih tropin je bilo moč kuhati žganje imenovano tropinovec. Nekateri pa so se odločali te tropine preliti z vodo ter jih pustiti vreti kakor vino. Po določenem času je nastala prijetna pijača imenovana Zonta, ki je v poletni vroočini prijetno odžejala.